# Pinals
Les pinals (Pinales) són un ordre de la divisió dels pinòfits, l'únic de la classe dels pinòpsids. Comprèn totes les coníferes existents en l'actualitat. Anteriorment, aquest ordre s'anomenava Coniferales.
Els teixos havien estat abans separats en un altre ordre anomenat Taxales, però la recerca genètica demostrà que els teixos són monofilètics amb les altres pinals.

## Taxonomia
L'ordre Pinales Inclou les següents famílies:
- Pinaceae
- Araucariaceae
- Podocarpaceae
- Sciadopityaceae
- Cupressaceae
- Taxaceae (incloent-hi Cephalotaxaceae)